# Zofia Bandurka
Zofia Wanda Bandurka (ur. 19 lipca 1913 w Sanoku, zm. 1 grudnia 1993 tamże) – polska nauczycielka.

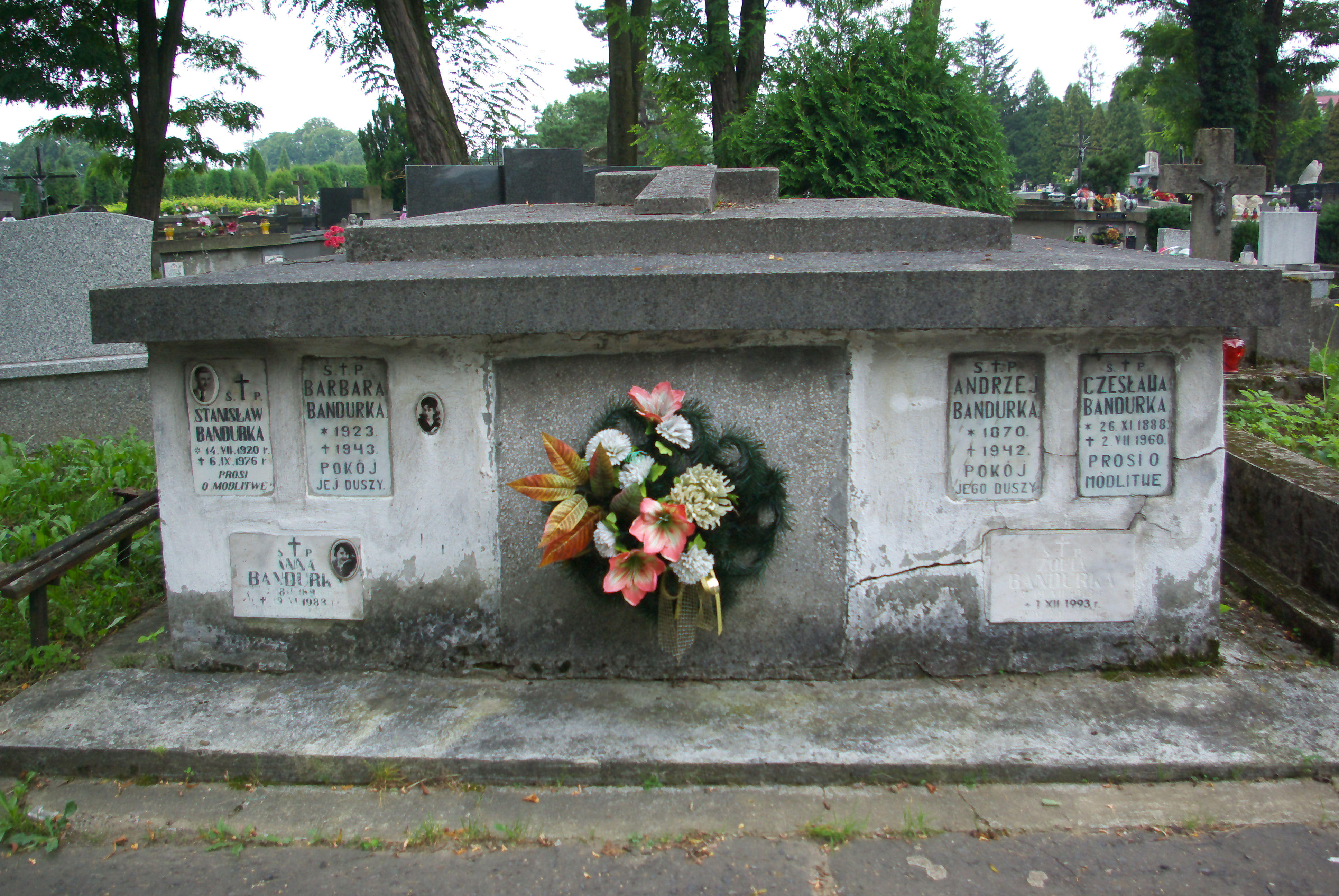
Grobowiec rodziny Bandurka w Sanoku

## Życiorys
Urodziła się 19 lipca 1913 jako córka Andrzeja (1870–1942) i Czesławy z domu Milczanowskiej (1888–1960). W 1932 ukończyła Gimnazjum Żeńskie im. Emilii Plater w Sanoku. Ukończyła studia wyższe na Wydziale Humanistycznym Uniwersytetu Jana Kazimierza we Lwowie uzyskując tytuł magistra historii Pracę w szkolnictwie podjęła w 1945. Była wieloletnią nauczycielką w Gimnazjum i Liceum im. Królowej Zofii w Sanoku i I Liceum Ogólnokształcącym im. Komisji Edukacji Narodowej w Sanoku, gdzie uczyła historii, języka niemieckiego, geografii i geologii. Pracowała także w Liceum Pedagogicznym i w Liceum dla Pracujących w Sanoku. W latach 1967–1972 pełniła funkcję dyrektora Liceum Medycznego w Sanoku i była nauczycielką w tej szkole. Po przejściu na emeryturę pracowała jeszcze w I LO i w LM w Sanoku do 1991 ucząc historii, j. niemieckiego oraz pełniła funkcję bibliotekarki w bibliotece szkolnej I LO. Łącznie pracowała w szkolnictwie 46 lat.
W 1953 została powołana do Komisji Oświaty i Kultury przy Miejskiej Radzie Narodowej w Sanoku. W latach 60., 70. sprawowała mandat radnego Powiatowej Rady Narodowej w Sanoku (m.in. wybrana w 1965). Była sekretarzem sanockiego oddziału Związku Nauczycielstwa Polskiego.
Była w komitecie redakcyjnym publikacji pt. Dwa dni w mieście naszej młodości. Sprawozdanie ze zjazdu koleżeńskiego wychowanków Gimnazjum Męskiego w Sanoku w 70-lecie pierwszej matury w roku 1958, wydanej w 1960 i podsumowującej „Jubileuszowy Zjazd Koleżeński b. Wychowanków Gimnazjum Męskiego w Sanoku w 70-lecie pierwszej Matury”, w tym przygotowała opublikowany w książce Wykaz imienny zaproszonych i obecnych na Zjeździe. Została sekretarzem Komitetu Zjazdu wychowanków Gimnazjum i I Liceum w Sanoku w 100-lecie szkoły 1880–1980 oraz była w komitecie redakcyjnym wydanej z tej okazji publikacji pt. Księga pamiątkowa (obchodów 100-lecia Gimnazjum oraz I Liceum Ogólnokształcącego w Sanoku).
Zamieszkiwała pod adresem Schody Balowskie 2 w Sanoku. Zmarła 1 grudnia 1993. Została pochowana w grobowcu rodzinnym na cmentarzu przy ul. Jana Matejki w Sanoku.

## Publikacje
- Współczesne zdobycze oświatowo-kulturalne Sanoczyzny na tle stosunków oświatowych w dobie rozbiorów i w okresie międzywojennym („Rocznik Sanocki” Tom I, 1963)

## Odznaczenia
- Krzyż Kawalerski Orderu Odrodzenia Polski (1983)[23][3].
- Złoty Krzyż Zasługi[3].
- Medal Komisji Edukacji Narodowej (1980)[24][3].
- Odznaka 1000-lecia Państwa Polskiego[3].
- Złota Odznaka ZNP[3].
- Odznaka „Zasłużony dla Sanoka” (1980)[25][3].
- Odznaka „Za zasługi dla województwa krośnieńskiego” (1984)[26].
- „Jubileuszowy Adres” (1984)[27].